# Transmutacja
Transmutacja pierwiastków (łac. transmutatio 'zamiana; przestawienie' od trans 'za, poza, z tamtej strony' i mutatio 'zmiana') – przemiana jednych pierwiastków chemicznych w inne. Sam termin transmutacja ma szersze znaczenie i oznacza dowolną przemianę. W biologii, w początkowym okresie rozwoju ewolucjonizmu, terminem tym określano naturalną przemianę jednych gatunków w inne.

## Alchemia
W alchemii transmutacja oznaczała zmianę metali nieszlachetnych (najczęściej ołowiu lub rtęci) w złoto, co miał umożliwiać tzw. kamień filozoficzny. W alchemii istniała zasada „równej wymiany”, co oznaczało, że zamieniając należy poświęcić coś o równej wartości, z pomocą kamienia filozoficznego możliwe miało być ominięcie zasady.
Transmutacja dzieliła się na trzy części: zrozumienie materii, rozłożenie jej i stworzenie innej materii. Alchemiczne autorytety wymieniały zwykle 7 operacji, na wzór siedmiu planet (do których zaliczano Słońce i Księżyc, pomijając Ziemię). Kolejność ich była sporna. Michał Sędziwój wyliczał 12 etapów Wielkiego Dzieła, zapewne w nawiązaniu do 12 znaków Zodiaku. Czynności te zwano po łacinie:
1. calcinatio (prażenie, przemiana materii wyjściowej w ciało kruche lub sproszkowane)
2. solutio (rozwiązanie, rozpuszczanie jej)
3. separatio (oddzielenie, wyodrębnianie „składników podstawowych” danej substancji jak np. „cztery żywioły”)
4. coniunctio (ponowne złączenie wyodrębnionych składników w „harmonijny” sposób)
5. putrefactio (dosł. zgnicie, rozkład „stadium podnoszenia się, oczyszczania i uszlachetniania substancji pod wpływem ciepła”)
6. coagulatio (zestalenie płynu powstałego z połączenia „ducha” z materia prima, „pierwszą materią”)
7. cibatio (karmienie otrzymanej „białej tynktury”)
8. sublimatio (przejście ze stanu stałego w lotny i z powrotem, oczyszczenie „białej tynktury”)
9. fermentatio (uzyskiwanie „fermentu złota”)
10. exaltatio (podniesienie, połączenie „fermentu” z „duchem”, uzyskanie „czerwonej tynktury” czyli „kamienia filozoficznego”)
11. augmentatio (powiększenie) lub multiplicatio (pomnożenie) „wydajności transmutacyjnej” otrzymanego „kamienia”
12. proiectio (wrzucenie „kamienia filozoficznego” do roztopionego metalu w celu przemienienia go w złoto).

Naczynie w którym dokonywano „przemiany” nosiło nazwę jajo filozoficzne.

## Fizyka
W fizyce jądrowej przemiana jednych pierwiastków w inne, w tym metali nieszlachetnych w złoto, jest obecnie możliwa za pomocą reakcji jądrowych, np. poprzez bombardowanie w akceleratorze tarczy (ang. target) wykonanej z amalgamatu rtęci neutronami (n), deuterem (D) lub protonami (p):
19880Hg + 10n → 19879Au + 11p

19980Hg + 21D → 19779Au + 42α

20080Hg + 11p → 19779Au + 42α
W ten sposób w 1980 roku Glenn Seaborg dokonał transmutacji bizmutu w złoto za pomocą przemian jądrowych.
W reaktorze atomowym można wytworzyć złoto bombardując rtęć spowolnionymi neutronami. Powstały z Hg-196 nietrwały izotop rtęci Hg-197 zmienia się przez wychwyt elektronu w trwały izotop złota Au-197:
19680Hg + 10n → 19780Hg + γ

19780Hg + e−
 → 19779Au + νe
Zespół Arthura Dempstera w Argonne National Laboratory wytworzył złoto w takiej reakcji w 1947.
Wytwarzanie złota w przemianach jądrowych jest nieopłacalne i pozostaje jedynie ciekawostką.

## Powiązania filozoficzno-religijne
Alchemia filozoficzna (będąca synkretyzmem wyobrażeń gnostyckich, chrześcijańskich oraz filozoficznych przedstawianych w alegorycznym przebraniu idei przyrodoznawczych), traktowała proces transmutacji metali (łac. transmutatio metallorum) jako metaforę procesu przemiany (psychologicznej, osobowościowej) samego człowieka. Idea ta pojawiła się w związku z faktem, że we wczesnym okresie rozwoju filozofia, przyrodoznawstwo, religia oraz pierwsze formy prepsychologii były jeszcze ściśle ze sobą związane, tak że żadna z dyscyplin szczegółowych nie zdołała się wyemancypować i zdobyć autonomii, i wreszcie, że fascynującą umysł przednaukowy plastyczność procesu przemiany metali można było doskonale wykorzystać w formie obrazowego przedstawienia transmutacji innego rodzaju: niewidzialnych i przeczuwanych jedynie intuicyjnie.
Zosimos z Panapolis, gnostyk i alchemik,  próbował przedstawić w swych wizjach proces transmutacji (w sensie odrodzenia, reintegracji) człowieka w formie transmutacji metali; Melchior Cibinensis, węgierski ksiądz katolicki, próbował uczynić to samo, odwołując się do obrzędu mszy, potraktowanego jako podstawa przedstawienia procesu przemiany (transmutacji) alchemicznej, w przekonaniu, że msza jest przecież misterium przemiany (chleba i wina w Ciało i Krew Boga). Alchemik Gerardus Dorneus mówił: „Bądźcie przemienieni z martwych kamieni w żywe kamienie filozoficzne”.